# Fyrstendømmet Galicien-Volhynien
Fyrstendømmet Galicien-Volhynien eller Kongeriget Rutenien (gammel rutensk Галицко-Волинскоє князство, Королѣвство Русь; ukrainsk: Галицько-Волинське князівство, Королівство Русі; latin: Regnum Galiciae et Lodomeriae, Regnum Russiae) var et fyrstedømme i middelalderens Østeuropa i området Galicien og Volhynien i nutidens Ukraine, der blev dannet efter Prinsen af Volhynien Roman den Stores erobring af Galicien med hjælp fra Leszek den Hvide af Polen. Roman den Store forenede de to fyrstendømmer i Halych (Galicien) og Volhynien, en forening, der varede fra 1199 til 1349. Sammen med Vladimir-Suzdal og Novgorod betragtes Galicien-Volhynien som en af Kijevrigets vigtigste arvtagere.
Efter de enorme ødelæggelser anrettet af den mongolske invasion af Kijevriget i 1239-1241, blev prins Danilo Romanovitj tvunget til at erklære troskab til lederen af Den Gyldne Horde, Batu Khan, i 1246. Han søgte at befri sit fyrstendømme fra det mongolske åg gennem kroning som "Rex Rusiae" af en pavelig udsending i 1253, og ved uden held at forsøge at etablere militære alliancer med andre europæiske fyrster. Den polske erobring af fyrstendømmet i 1349 afsluttede fyrstendømmets vasalstatus til Den Gyldne Horde.
Det vestlige Galicien-Volhynien ligger mellem floderne San og Wieprz i det, der nu er det sydøstlige Polen, mens de østlige områder udstrækker sig til Pripjat-sumpene i Hviderusland og det øvre løb af Sydlige Bug i det nuværende Ukraine. I sin tid grænsede fyrstendømmet op til Sorterutenien, Storfyrstendømmet Litauen, Fyrstendømmet Turov-Pinsk, Fyrstendømmet Kijev, Den Gyldne Horde, Kongeriget Ungarn, Kongeriget Polen, Fyrstendømmet Moldova og Den Tyske Ordensstat.
| Galicien-Volhynien Anden halvdel af 1200-tallet – første halvdel af 1300-tallet Galicien-Volhynien i midten af 1200-tallet Annekteret af Galicien-Volhynien (år) Andre Rutenske Fyrstendømmer Den Gyldne Horde Kongeriget Ungarn Kongeriget Polen Den Tyske Orden Storfyrstendømmet Litauen Fyrstensdømmers og landes grænser Vigtigste handelsruter Rutenske fyrstendømmers grænser "Vigtigste byer" Kyiv Tjernihiv Perejaslav Grodno (Hrodna) Pinsk Turiv Volodimir Halych Minsk Sluchesk Dubrovitsja Stepan' Gortjevsk Ovrutj Korosten Volinskij Kolodjazjen Gubin Medzjibizj Navagrudak Valkhovyisk Rădăuţi Mukatjeve Košice Sandomierz Lublin Chełm Tjerven Suteysk Wizna Bielsk Drohiczyn Kamjanets Kobryn Brestia (Brest) Włodawa Ljuboml Belz Zvenigorod Lviv Busk Przemysl Jaroslav Sanok Sambir Lutsk Dorogobuzj Peresopnitsa Dubno Kremenets Izjaslav Terebovlja Kolomija Vasiliv Tjernivtsi Khotin Usjitsja Kutjelmin Fyrstendømmet Kijev Fyrstendømmet Turov-Pinsk Fyrstendømmet Minsk Fyrstendømmet Polotsk Sorterutenien Karpato-Rutenien (1230–1240) (1230–ті) (1252–1276) (1280–1320) (1289–1302) (1251–1252) (1254) Fyrstedømmet Galicien Berestia land Røde Rutenien Fyrstedømmet Volhynien Fyrstendømmet Belz Fyrstendømmet Lutsk Dnepr Sydlige Bug [Dnestr]] Prut Seret Tisza Wisla San Bug Nemunas Pripjat Vepr |